# Leviatã Adormece
Leviatã Adormece (Leviathan Falls) é um romance de ficção científica de James S. A. Corey, pseudônimo de Daniel Abraham e Ty Franck, e o nono e último livro da série A Expansão . O título e a arte da capa foram anunciados pelos autores em um anúncio de fã virtual em 16 de setembro de 2020   e o livro foi lançado em 30 de novembro de 2021. O título ecoa o título do livro inicial da série, Leviatã Desperta .

## Inspiração Para o Título

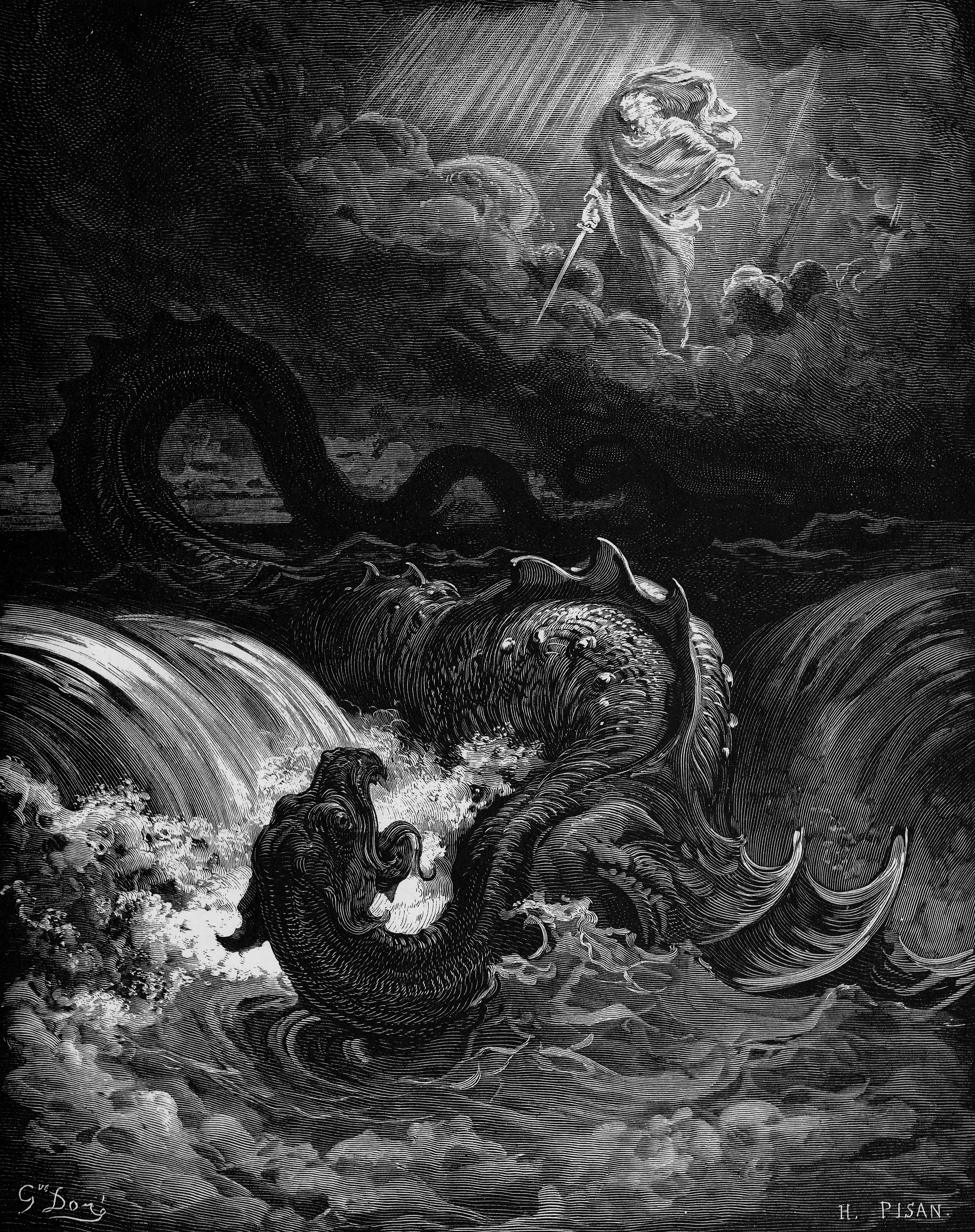
A Destruição de Leviatã - gravura de Gustave Doré (1865)

O título é uma alusão bíblica ao Leviatã, um grande monstro marinho referenciado no Tanakh, ou Antigo Testamento.
Leviatã é um peixe feroz, uma criatura que, em alguns casos, pode ter interpretação mitológica, ou simbólica, a depender do contexto em que a palavra é usada. Geralmente é descrito como tendo grandes proporções. É bastante comum no imaginário dos navegantes europeus da Idade Média e nos tempos bíblicos.
Leviatã também diz respeito a obra do cientista político e jusnaturalista Thomas Hobbes. Em sua obra Hobbes afirmava que a "guerra de todos contra todos" (Bellum omnium contra omnes) que caracteriza o então "estado de natureza" só poderia ser superada por um governo central e autoritário. O governo central seria uma espécie de monstro - o Leviatã - que concentraria todo o poder em torno de si, e ordenando todas as decisões da sociedade.
Mais especifiamente o título refere-se à queda da Protomolécula que contrasta com o título do primeiro livro, Leviatã Desperta.

## Contexto
Após a queda do Império Laconiano a humanidade está despedaçada. As entidades misteriosas que mataram a civilização construtora de anéis (os "deuses das trevas", as "entidades do anel") têm tentado matar humanos por vários meios. A maioria dessas tentativas não tem muito efeito sobre os seres humanos, além de ocasionalmente causar inconsciência de curto prazo. No entanto, um evento no sistema de San Esteban resultou na morte de todos, exceto a vida mais básica em todo o sistema.
Missões científicas tentam desesperadamente descobrir quem foram os construtores dos anéis e quem são os seus destruidores, as descobertas revelam que o preço da sobrevivência pode ser alto demais.

## Sinopse
O Império Laconiano caiu, libertando os mil e trezentos sistemas solares do domínio de Winston Duarte. Mas o antigo inimigo que matou os construtores do portão está acordado, e a guerra contra o nosso universo começou novamente.
No sistema morto de Adro, Elvi Okoye lidera uma desesperada missão científica para entender quem foram os construtores dos portões e o que os destruiu, mesmo que isso signifique comprometer a si mesma e às crianças meio alienígenas que carregam o peso de sua investigação. Através dos amplos sistemas da humanidade, a Coronel Aliana Tanaka procura a filha desaparecida de Duarte e o próprio imperador despedaçado. Enquanto isso na Rocinante, James Holden e sua tripulação lutam para construir um futuro para a humanidade a partir dos fragmentos e ruínas de tudo o que veio antes.
Enquanto forças quase inimagináveis se preparam para aniquilar toda a vida humana, Holden e um grupo de aliados improváveis descobrem uma última e desesperada chance de unir toda a humanidade, com a promessa de uma vasta civilização galáctica livre de guerras, facções, mentiras e segredos.
Mas o preço da vitória pode ser pior do que o custo da derrota.

## Enredo Resumido

### Epílogo
Em Lacônia, Winston Duarte parece despertar do estado semi-catatônico causado por um evento de distorção do tempo, ele supera inicia sua recuperação através da força de vontade de proteger sua filha Teresa Duarte. Após sua recuperação, ele se projeta na mente de Trejo, que está no sistema Sol reconquistando-o para o Império Laconiano. Duarte agradece a Trejo por manter o Império unido e diz que eles estavam pensando muito pequeno em sua visão de construção do império. Duarte desaparece e Trejo ordena que a nave retorne ao sistema Lacônia.

### Império Laconiano
Quando Trejo regressa, Duarte já tinha saído do edifício do Estado em Laconia. Trejo envia a Coronel Aliana Tanaka para encontrá-lo, dando-lhe o mais alto nível de autorização, atrás apenas do dele. Ela investiga a área de Laconia onde Teresa fazia suas caminhadas e rastreia Duarte até a caverna em que Amos Burton morava. Tanaka determina que Duarte partiu em uma nave alienígena que se parece com um pequeno barco; ele pode estar em qualquer lugar em qualquer um dos sistemas da rede de anéis. Ela decide que a melhor maneira de o encontrar é usar Teresa como isca, então ela sai para encontrá-la. Sua investigação revela um parente de Duarte que dirige um internato para meninas em um dos mundos da colônia e decide investigá-lo como um local provável para o envio de Teresa.
Alguns Conceitos Importantes
O Catalisador é uma mulher por volta dos cinquenta anos que foi colocada em uma cela pelo Cortazar e infectada com a protomolécula. Por razões desconhecidas, sua transformação pela protomolécula foi apenas parcial, e as alterações físicas causadas pela protomolécula foram mínimas. Sua mente ainda estava apagada, no entanto. Ela foi colocada em uma cela isolada na Falcon em uma tentativa de ativar a tecnologia das protomoléculas inativa para a missão da Falcon de entrar na Biblioteca.
A Biblioteca é um arquivo ou recurso de dados da rede de anéis que os indivíduos revividos pelos Drones de Reparo de Laconia têm acesso por meio de uma conexão direta com suas mentes. Mesmo que nunca lhes tenham ensinado as informações contidas na Biblioteca, esses indivíduos podem entendê-las e acessá-las a qualquer momento. As informações da Biblioteca parecem estar armazenadas, pelo menos em parte, senão em sua totalidade, dentro da estrutura de armazenamento de dados cristalinos massiva conhecida como Diamante Adro ou BFE.
O Diamante Adro (apelidado de " BFE " pelos pesquisadores), é o único objeto orbital dentro do sistema morto de Adro, composto por uma única estrela anã branca, além do portão Adro. É um corpo planetário um pouco maior que Júpiter, com uma superfície lisa e quase transparente, como uma enorme bola de cristal com um tom levemente esverdeado. As varreduras de espectrometria passiva indicam que a esfera é quase inteiramente composta de uma rede densa de carbono.
O Diamond parece funcionar como um computador ou sistema de armazenamento de dados de algum tipo que é chamado de A Biblioteca. Quando um sujeito infectado por protomoléculas é trazido para perto do Diamante, o diamante responde emulando a atividade neural do cérebro do indivíduo que se aproximou. A computação dentro do Diamond parece ser facilitada por minúsculos buracos de minhoca, que supostamente reduzem a latência.
Um sistema morto é um daqueles destinos que podem ser alcançados através dos portões da rede de anéis, mas que não inclui nenhum sistema com corpos planetários em uma zona de ouro, mas sim algo inexplicavelmente estranho e morto. Os sistemas mortos conhecidos são: Caronte, Adro, Tecoma e Naraka. Os sistemas mortos são assunto de especulações e perguntas comuns em discussões e eventos governamentais de alto nível. Devido à falta de familiaridade, estes também são objeto de medo, terror e pavor.
Zona de Ouro é uma região em um sistema planetário onde os corpos estão a uma distância adequada para sustentar a vida. Por exemplo, estes teriam faixa de temperaturas que permitem água líquida e atmosfera.
As entidades misteriosas que mataram a civilização construtora de anéis (os "deuses das trevas", as "entidades do anel") têm tentado matar humanos por vários meios. A maioria dessas tentativas não tem muito efeito sobre os seres humanos, além de ocasionalmente causar inconsciência de curto prazo. No entanto, um evento no sistema de San Esteban resultou na morte de todos, exceto a vida mais básica em todo o sistema. Elvi supõe que a razão pela qual as Entidades do Anel não perceberam que têm a solução para seu problema é que eles não podem observar nosso universo mais do que os humanos podem observar as Entidades do Anel e, portanto, as entidades estão confiando no tráfego através dos portões para indicar sucesso. Quando toda a vida no sistema foi exterminada, os humanos continuaram usando o portal para o sistema para que as Entidades do Anel não soubessem que suas táticas funcionaram.
Império Laconiano
Elvi está investigando o Diamante de Adro a bordo da nave Falcon com uma equipe científica completa, Xan, Cara e o Catalisador. Ela usa o Catalisador para desencadear interações entre Cara e o diamante, para isso colocam Xan na câmara de contenção do Catalisador durante os 'mergulhos' a fim de isolá-la para que ela e Cara não tenham nenhuma interação e também para que ela possa atuar como um sujeito de controle. Algumas das experiências de Cara durante os mergulhos estão sangrando em Amos, na Rocinante.
Subterrâneo
A Rocinante e sua tripulação (Jim, Naomi, Alex, Amos e Teresa, que se tornou uma espécie de aprendiz de Amos) estão tentando evitar os navios lacônicos enquanto Naomi continua a comandar o Subterrâeo. Alex recebe uma mensagem de seu filho, Kit, que agora é casado, tem um filho e em breve se mudará para o sistema Nieuwestad e seu mundo colônia. Como eles estão saindo do portão do Sol para enviar uma mensagem de Alex para Kit, eles veem uma pequena nave laconiana entrar no espaço do anel em alta velocidade. Depois de enviar sua mensagem, atravessam a rede de anéis para o Novo Egito a fim de levar Teresa ao internato, algo que ela relutantemente concorda. A caminho do internato, eles veem uma nave lacônica um pouco atrás deles e decidem pousar no outro lado do planeta por segurança.
Jim e Amos acompanham Teresa até a escola e são recebidos por Tanaka e uma equipe de fuzileiros navais lacônicos. Depois de um tiroteio, Jim, Amos e Teresa escapam para a Rocinante e são lançados em órbita. Após uma batalha com uma fragata lacônica, eles transitam pelo espaço do anel para o sistema Freehold, lar da Estação Draper e um local seguro para reabastecimento. Infelizmente, uma nave lacônica está no sistema tentando persuadir o subterrâneo a entregar a Gathering Storm, ameaçando a população de Freehold.
A Rocinante secretamente faz o seu caminho para a Estação Draper para reabastecimento. O Coronel Tanaka chega ao sistema e transmite uma mensagem de Trejo para Naomi. É uma oferta de armistício e aliança entre o Império Laconiano e a clandestinidade; Naomi teria de entregar os protocolos utilizados para as viagens pelos portões, Teresa deveria ser devolvida para Laconia e então as forças laconianas seria retiradas.
A tripulação concorda que os pedidos de Trejo não são razoáveis. No entanto, Jillian Houston toma as coisas em suas próprias mãos; ela tranca a tripulação da Rocinante em seus aposentos, aceita a oferta lacônica e convida um enviado para buscar a garota. Tanaka vem sem nenhuma intenção real de honrar o acordo. Logo após o início da reunião, Tanaka mata os guardas de Jillian e começa a procurar Teresa na estação.
Jillian libera a tripulação da Rocinante e diz para eles irem embora.
O capitão Noel Mugabo do Sparrowhawk oferece a Jillian a oportunidade de se render, dizendo a ela que mesmo que ela destrua a nave dele, a Derecho destruirá a dela. Ela recusa, dizendo a ele: "Nós temos alguns minutos ainda, você pode enviar uma mensagem, eu gostaria que seus superiores soubessem que quando o Coronel Tanaka abriu fogo sem provocação na Estação Draper, não apenas nos matou, mas também o matou, espero que tenha valido a pena." A Gathering Storm destrói a nave de Tanaka pouco antes de ser destruída pela Derecho. A, Gathering Storm com Jillian no comando, é então destruída cobrindo a fuga da Rocinante.
A Rocinante corre em direção do portão, a Derecho após resgatar Tanaka parte em perseguição. Amos convence a tripulação a ir ao sistema Adro para conhecer Elvi e se juntar ao esforço para aprender os segredos do grande diamante verde.
A Rocinante atravessa o sistema de anéis indo em direção ao sistema Adro pouco antes de Tanaka, na Derecho, entrar no espaço do anel e perder o rastro.
A busca dentro do espaço da rede de anéis pela trilha da Rocinante leva Tanaka e a tripulação da Derecho incorretamente ao sistema Bara Gaon. Durante a busca, uma grande nave entra no espaço da rede vinda do sistema Sol e, aparentemente, começa a ser destruída pelas entidades do anel. No entanto, no meio do processo, ele volta ao normal e sobrevive. Aqueles dentro do espaço da rede de anéis e a bordo daquela nave simultaneamente têm uma experiência estranha - eles compartilham as memórias uns dos outros. Isso é profundamente angustiante para Tanaka, pois seus segredos são importantes para ela. Quando isso acontece, os anéis começam a brilhar intensamente, por dentro e por fora. A tripulação da Rocinante vê isso enquanto caminham do portão para onde a Falcon está estacionada.
Sistema Adro
Depois que a Rocinante alcança Elvi e Fayez na Falcon no sistema Adro, eles decidem fazer um mergulho duplo na biblioteca envolvendo Cara e Amos. Durante o mergulho, Winston Duarte aparece e diz-lhes que toda a humanidade deve juntar-se a ele na criação de uma mente colmeia. Ele já deu os primeiros passos e pode impedir que as entidades do anel ataquem ou façam as naves desaparecerem. Após o mergulho duplo, Amos diz a Elvi que os mergulhos com Cara precisam parar (por razões éticas), e ela concorda.
Em Bara Gaon 5, Tanaka percebe que seguiu a nave errada. A Derecho atraca em uma estação para reabastecer e consertar e Tanaka começa a ter mais experiências de outras pessoas. Ela decide ir ver um médico sobre isso, mas, no último momento, diz que é sobre seu rosto. Ela faz um reparo mais completo no rosto e, depois de acordar, exagera e ataca o médico por algo pequeno. Ela decide que precisa de ajuda psicológica e vai à recepcionista para marcar uma avaliação psicológica.
O psiquiatra/psicólogo fornece a Tanaka alguns medicamentos que podem ajudar a bloquear a atividade neural espontânea envolvida nas experiências que ela está tendo, junto com muitos outros que estavam no espaço do anel quando a nave não desapareceu. A medicação ajuda, mas o problema está se espalhando para aqueles que não estavam no anel na época também. Ela recebe a notícia de que os cientistas laconianos acham que encontraram a nave que Duarte levou: está na Estação do Anel.
Elvi e a tripulação da Rocinante também descobrem que Duarte provavelmente está na Estação do Anel e fazem os preparativos para ir até lá. Naomi envia uma mensagem a Trejo aceitando sua oferta anterior e também fornece os dados relativos ao experimento de mergulho duplo. Ela então envia todos os dados da mensagem original de Trejo para todos no subterrâneo, e faz com que o subterrâneo envie o maior número possível de naves para o Espaço do Anel. Trejo ordena que Tanaka recupere Duarte ou assuma o controle.
Depois de chegar à zona lenta, fica decidido que Tanaka irá ao anel com Teresa para procurar Duarte. Eles realizam um mergulho com Amos; não vai bem, e quando regressa diz que Duarte está descontente com os seus esforços para o deter.
Jim percebe que só há uma coisa a fazer. Ele tem uma cena emocionante com Naomi, onde ela diz a ele para esperar até que ela durma antes de fazer o que quer que ele faça. Ele faz. Depois que ela adormece, ele vai para a Falco, para a sala do Catalisador, onde abre a câmara do Catalisador e extrai alguma protomolécula dela, que ele injeta em si mesmo, permitindo que ele veja e fale com Miller novamente.
Após alguma discussão, é decidido que Jim, Tanaka e Teresa irão para a estação do anel, com Jim usando o Miller recém-reativado dentro dele para obter acesso. Este novo Miller tem algumas atualizações: porque Jim agora tem protomoléculas reais dentro dele, Miller não desaparece mais sempre que alguém está por perto, Jim consegue vê-lo e ouvi-lo o tempo todo. No entanto, como ele está apenas na cabeça de Jim, ele não tem tanto acesso à informação quanto o proto-Miller original.
Estação do Anel
Miller consegue abrir a Estação do Anel para Jim, Tanaka e Teresa e eles entram. À medida que se aprofundam, descobrem que a estação tem uma atmosfera respirável, supondo que Duarte deve tê-la criado, já que ele não trouxe um traje de vácuo com ele. Tanaka tenta usar os sensores de seu traje para rastrear o cheiro de Duarte com base nas leituras que ela fez de suas roupas antes de partir para a caverna. Infelizmente, ele se mostra menos do que eficaz. Jim começa a se deteriorar, parecendo distante às vezes e Tanaka diz a Teresa que ela precisa estar preparada para ela *lidar* com ele. Jim sugere que Tanaka procure uma fonte de calor, foi assim que o Miller original conseguiu encontrar Julie Mao em Eros anos atrás. Isso se mostra mais útil.
Enquanto isso, no Espaço do Anel, mais naves continuam chegando. No entanto, algumas das naves que chegam quebram o contato, parece que Duarte ganhou o controle sobre suas tripulações e agora as está trazendo para o Espaço do Anel para impedir aqueles que se opõem a ele. Infelizmente, a Voz do Redemoinho, a última das naves de guerra da classe Magnetar de Laconia, está entre as naves silenciosas em seu caminho. Naomi começa os preparativos para coordenar sua frota contra o ataque, pelo menos até que a Redemoinho chegue.
A equipe dentro da estação do anel encontra Duarte amarrado na estação onde ele está criando sua mente-colméia e segurando os "deuses das trevas". Depois que Teresa tenta sem sucesso libertar Duarte, Tanaka passa a matá-lo, simultaneamente acabando com a mente da colmeia e liberando os deuses das trevas para continuar seu ataque à humanidade. Tanaka é morto na luta com Duarte. Jim se conecta à estação e detém os deuses das trevas enquanto Teresa escapa e as naves, incluindo a Rocinante e a Falcon, saem da zona lenta.
A equipe dentro da estação se depara com algumas sentinelas que, embora não os ataquem imediatamente, parecem relutantes em permitir que eles passem. A primeira tática de Tanaka é atirar nelas, mas Jim a impede de tentar isso. Miller é capaz de interagir com as sentinelas e elas permitem que o trio passe. Eventualmente, eles encontram Duarte, que está em algum tipo de teia, conectando-se a Estação do Anel. Teresa tenta falar com ele, mas ele parece desinteressado em se afastar de seus planos de se tornar o Imperador-Deus de uma mente humana. À medida que as primeiras naves inimigas começam a chegar ao espaço do anel, Naomi faz o possível para coordenar suas forças contra elas e tem algum sucesso. Infelizmente, alguns dentro de seu grupo agem de forma independente e se separam do resto da formação, tornando-se presas fáceis para os atacantes.
Teresa ataca a teia, causando-lhe alguns danos, ao que Duarte reage com extrema dor. Infelizmente, as sentinelas também reagem, muitas delas. Jim afasta Teresa de Duarte e Miller consegue ajudar desligando as sentinelas, mas Duarte continua ligando-as novamente. Tanaka corre para o Duarte e quebra-lhe o pescoço. As forças de Naomi continuam a ser reduzidas. E então, a Voz do Redemoinho chega e começa a se dirigir para a Estação do Anel.
Jim diz a Tanaka que Duarte não está morto, e de fato não está. Ela começa a rasgá-lo com suas mãos de urso, invadindo-o e tentando destruir o que resta dentro. Ao mesmo tempo, as sentinelas tentam detê-la, ferindo-a mortalmente, mas ela consegue fazer o suficiente para que Duarte também não sobreviva. Teresa está perturbada e Jim faz o possível para consolá-la.
No Espaço do Anel, as naves atacantes param sua marcha e o comandante da Voz do Redemoinho envia uma mensagem perguntando o que está acontecendo. Elvi responde e as coisas começam a piorar novamente. Com Duarte fora, não há nada segurando as Entidades do Anel à distância e eles começam a destruir as naves dentro do Espaço do Anel novamente.
Dentro da estação, Miller informa a Jim que, sem Duarte, todos do lado de fora da Estação do Anel estão de volta ao perigo. Jim junta as peças e toma o lugar de Duarte ligado à estação. Ele é capaz de interromper os ataques com um pouco de orientação de Miller. No entanto, ele não quer ser um Deus-Imperador como Duarte, ele não veio aqui para impedir Duarte de criar uma mente colmeia de toda a humanidade com ele no centro apenas para se tornar o centro ele mesmo. Ele decide que os construtores do anel fizeram errado: eles apenas desligaram os portões do anel, mas mantiveram a estação do anel, usando um curativo sem remover a lasca primeiro. Ele estende a mão para Amos e diz para ele dizer a Naomi para evacuar o espaço do anel: "Tire todo mundo, e onde quer que você vá, esteja pronto para ficar lá." Acrescentando que Amos deveria esperar por Teresa.
Naomi envia a mensagem de que todos devem sair e estar prontos para permanecer no sistema para o qual vão. Elvi decide que a Falco irá para o Sol, ela provavelmente não seria bem-vinda em Laconia por causa de sua traição, e Naomi diz que eles também irão para lá. Alex menciona que seu filho está em um sistema diferente e que gostaria de ir para lá. Naomi decide que Alex deve levar a Rocinante enquanto ela, Amos, Muskrat e Teresa (quando ela chegar) irão na Falcon. Eles se despedem e Alex abre caminho para o anel para o sistema que seu filho foi. Assim que Teresa chega, a Falcon abre caminho para o portão do Sol.
Depois que o Espaço do Anel está completamente vazio, Holden o colapsa, destruindo a Estação do Anel e, com ela, qualquer forma de as Entidades do Anel interagirem com o universo humano, provavelmente. Todos os anéis se desligam e começam a cair em direção às suas estrelas locais, não sendo mais capazes de se manter no lugar sem a energia fornecida pelo Espaço e Estação do Anel. Os 1.300 sistemas de colônias estão agora por conta própria e terão que encontrar seu próprio caminho para as estrelas.

### Epilogo
Mil anos depois, um linguista chamado Marrel Imvic está a bordo do sistema Musafir in Dobridomov, que é membro dos Trinta Mundos. Marrel e sua equipe viajam de Dobridomov para o sistema Sol em apenas 31 dias, cobrindo 3.800 anos-luz. Isso é possível com a propulsão superluminal que é capaz de entrar no espaço entre o universo e outro. Quando eles emergem deste subespaço e chegam, Marrel percebe como o espaço ao redor da Terra está vazio. Ainda existem estruturas no sistema, incluindo algumas armas disfarçadas e naves escondidas, mas menos do que havia em contatos com outros mundos.
Eles pousam na Terra, perto de uma cidade antiga. Ele é recebido por um homem que acaba por ser Amos. Marrel se apresenta em chinês antigo. Amos pergunta se ele fala inglês, Marrel diz que sim. Amos explica: "Então, tem sido um milênio difícil por aqui. Estamos começando a juntar nossas coisas, e eu tenho feito o que posso para ajudar com isso, mas está indo devagar." Depois que Marrel traduz para os diplomatas que o acompanham, Amos diz: "Sigam-me, nós”

## Personagens

### Personagens com ponto de vista
- Duarte (prologue)
- Trejo (prólogo)
- Jim (12⅚ capítulos)
- Tanaka (11¼ capítulos)
- Naomi (7½ capítulos)
- Elvi (7 capítulos)
- O(s) Sonhador (es) (5 interlúdios)
- Kit (2¼ capítulos)
- Fayez (1 capítulo)
- Teresa (3 capítulos)
- Jillian (1 capítulo)
- Ekko (⅙ capítulo)
- Alex (3 capítulos)
- O Lingüista (epílogo)[11]

### Exegese
- Winston Duarte é o Alto Cônsul do Império Laconiano e ex-comandante da Marinha da República do Congresso de Marte. Duarte administra o império com eficiência por quatro anos, em parte graças às modificações feitas em seu corpo, já que ele não precisa mais dormir por causa delas. Ele começa a preparar sua filha Teresa como sua sucessora caso algo aconteça com ele e deseja torná-la imortal também, para grande desgosto de Cortázar . Duarte também financia a pesquisa de Elvi Okoye sobre os sistemas mortos, mas também tem segundas intenções, pois quer usar um dos sistemas para testar sua estratégia de "olho por olho", que veria Laconia enviar uma nave-bomba de antimatéria para o reino das entidades alienígenas desconhecidas toda vez que uma nave se torna holandesa. Duarte afirma que criar uma mente coletiva é a única maneira de a humanidade lutar contra as entidades, e vê isso como o passo final em seu objetivo de unir a humanidade. Curiosidade: Winston Duarte tem sido muitas vezes chamado de deus-imperador imortal ou deus-rei da humanidade, ou o deus-rei da humanidade, remetendo ao Imperador Deus da série de livros DUNA.[12]
- Teresa Duarte é filha de Winston Duarte, o Alto Cônsul e supremo oficial executivo do Império Laconiano. Teresa entra no sistema de aneis com Holden e Tanaka procurando por seu pai, depois Foge do espaço do anel a bordo da Falcon rumo à Terra com Muskrat, Amos, Naomi, Elvi, Fayez, Cara e Xan.
- Entidades de anel também conhecidas como "deuses das trevas ", são entidades misteriosas que destruíram o Império dos Construtores do Anel, deixando apenas sua tecnologia para trás. Quando a rede do Anel foi descoberta, a humanidade entrou em contato com esses seres e, eventualmente, reacendeu sua vingança contra os Construtores do Anel e qualquer um que usasse sua rede.
- Construtores dos anéis também conhecidos simplesmente como a civilização alienígena, eram uma espécie extraterrestre tecnologicamente avançada cujo vasto império interestelar uma vez abrangeu uma grande parte da Via Láctea . Eles projetaram a protomolécula como um meio de espalhar uma rede de portões de anel por toda a galáxia, permitindo efetivamente viagens mais rápidas que a luz entre sistemas estelares. Seu império durou um período de tempo desconhecido, mas presumivelmente imenso, até que foram exterminados por uma misteriosa inteligência hostil.
- Elvi Okoye é uma bióloga da Terra. Elvi foi contratada pelo Império Laconiano e foi designada por Duarte para estudar os sistemas mortos da Falcon. Por isso, ela recebeu um posto militar de Major na Marinha Imperial Laconiana. Ela, junto com vários tripulantes da Falcon, sobreviveram, embora feridos, durante a catástrofe da Zona Lenta.[11]
- O Catalisador é é uma mulher por volta dos cinquenta anos que foi colocada em uma cela pelo Cortazar e infectada com a protomolécula. Por razões desconhecidas, sua transformação pela protomolécula foi apenas parcial, e as alterações físicas causadas pela protomolécula foram mínimas. Sua mente ainda estava apagada, no entanto. Ela foi colocada em uma cela isolada na Falcon em uma tentativa de ativar a tecnologia das protomoléculas inativa para a missão da Falcon de entrar na Biblioteca.
- A Biblioteca é um arquivo ou recurso de dados da rede de anéis que os indivíduos revividos pelos Drones de Reparo de Laconia têm acesso por meio de uma conexão direta com suas mentes. Mesmo que nunca lhes tenham ensinado as informações contidas na Biblioteca, esses indivíduos podem entendê-las e acessá-las a qualquer momento. As informações da Biblioteca parecem estar armazenadas, pelo menos em parte, senão em sua totalidade, dentro da estrutura de armazenamento de dados cristalinos massiva conhecida como Diamante Adro ou BFE.
- O Diamante Adro (apelidado de " BFE " pelos pesquisadores), é o único objeto orbital dentro do sistema morto de Adro, composto por uma única estrela anã branca, além do portão Adro. É um corpo planetário um pouco maior que Júpiter, com uma superfície lisa e quase transparente, como uma enorme bola de cristal com um tom levemente esverdeado. As varreduras de espectrometria passiva indicam que a esfera é quase inteiramente composta de uma rede densa de carbono. O Diamond parece funcionar como um computador ou sistema de armazenamento de dados de algum tipo que é chamado de A Biblioteca. Quando um sujeito infectado por protomoléculas é trazido para perto do Diamante, o diamante responde emulando a atividade neural do cérebro do indivíduo que se aproximou. A computação dentro do Diamond parece ser facilitada por minúsculos buracos de minhoca, que supostamente reduzem a latência.
- Sistema morto é um daqueles destinos que podem ser alcançados através dos portões da rede de anéis, mas que não inclui nenhum sistema com corpos planetários em uma zona de ouro, mas sim algo inexplicavelmente estranho e morto. Os sistemas mortos conhecidos são: Caronte, Adro, Tecoma e Naraka. Os sistemas mortos são assunto de especulações e perguntas comuns em discussões e eventos governamentais de alto nível. Devido à falta de familiaridade, estes também são objeto de medo, terror e pavor.
- Zona de Ouro é uma região em um sistema planetário onde os corpos estão a uma distância adequada para sustentar a vida. Por exemplo, estes teriam faixa de temperaturas que permitem água líquida e atmosfera.[11]

## Traduções pelo mundo
O livro não foi publicado no Brasil
- Polonês: Upadek Lewiatana (2022)[13]
- Alemão: Leviathan fällt (2022)[14]
- Francês: La Chute du Léviathan (2022)[15]

## Série

### Romances
| Número | Título                  | Páginas | Áudio   | Data da Publicação Original | ISBN              |
| ------ | ----------------------- | ------- | ------- | --------------------------- | ----------------- |
| 1      | Leviatã Desperta        | 592     | 20h 56m | 15/06/2011                  | 978-0-316-12908-4 |
| 2      | A Guerra de Caliban     | 595     | 21h     | 25/06/2012                  | 978-0-316-12906-0 |
| 3      | Os Portões de Abadom    | 539     | 19h 42m | 04/06/2013                  | 978-0-316-12907-7 |
| 4      | O Incêndio de Cibola    | 583     | 20h 7m  | 17/06/2014                  | 978-0-316-21762-0 |
| 5      | Ardil de Nemesis        | 544     | 16h 44m | 02/06/2015                  | 978-0-316-21758-3 |
| 6      | Cinzas da Babilônia     | 608     | 19h 58m | 06/12/2016                  | 978-0-316-33474-7 |
| 7      | Desenredo de Persépolis | 560     | 20h 34m | 05/12/2017                  | 978-0-316-33283-5 |
| 8      | Ira de Tiamate          | 544     | 19h 8m  | 26/03/2019                  | 978-0-316-33286-6 |
| 9      | Leviatã Adormece        | 528     | 19h 40m | 30/11/2021                  | 978-0-316-33291-0 |

## Curiosidades
Em uma entrevista com a Polygon, Daniel Abraham e Ty Franck mencionaram que já sabiam a última fala de Leviatã Adormece – Naomi Nagata refletindo: “As estrelas ainda estão lá. Encontraremos nosso próprio caminho de volta a elas” — quando ainda escreviam o segundo livro, A Guerra de Caliban.